# Фейсал ибн Мусаид Аль Сауд
Фейсал ибн Муса́ид ибн Абду́л-Ази́з Аль Сау́д (араб. الأمير فيصل بن مساعد بن عبد العزيز آل سعود‎ 4 апреля 1944 — 18 июня 1975) — племянник короля Саудовской Аравии Фейсала ибн Абдул-Азиза и его убийца.

## Биография
Фейсал родился в 1944 году. Его отцом был принц Мусаид, матерью Ватфа — дочь Мухаммада ибн Талаля, 12-го (и последнего) эмира династии Аль Рашидов. Его родители развелись. Он и его братья и сёстры были ближе к своим родственникам Рашидидам, чем к родственникам по отцу Аль Саудам. В 1966 году, его брат Халид был убит во время акции протеста в Эр-Рияде против введения телевидения. Детали его гибели всё ещё служат предметом споров. Некоторые предполагают, что на самом деле он погиб при сопротивлении аресту вне собственного дома. Никаких попыток расследования его гибели никогда не предпринималось. У Фейсала был также брат Бандар и сестра аль-Явара. Абдуррахман ибн Мусаид приходился ему единокровным братом.
Фейсал получил образование в США. Он поступил в университет штата в Сан-Франциско а затем в университет штата Колорадо. Его ровесники описывают его как «тихого, располагающего к себе и весьма безалаберного молодого человека». Профессор университета Колорадо Эдвард Розек, у которого Фейсал учился три курса, описывал его как «студента уровня С и D» и считал, что мотивом его преступления «могли быть наркотики». В 1970 году он был арестован в г. Боулдер (штат Колорадо) за торговлю ЛСД и гашишем. В мае 1970 года окружной прокурор снял обвинения.
Его подругой была Кристина Сурма, к моменту убийства ей было 26 лет. Она считала, что желание саудитов «достичь мира с Израилем» было «недостижимо при предыдущем правителе, короле Фейсале». Покинув США Фейсал поехал в Бейрут, а потом по неизвестным причинам в ГДР. Когда он вернулся на родину, саудовские власти аннулировали его паспорт из-за проблем за границей. Он начал преподавать в университете Эр-Рияда, продолжая встречаться с Кристиной.
25 марта 1975 года он поехал в королевский дворец в Эр-Рияде, где король Фейсал проводил меджлис. Он пристал к кувейтской делегации и вышел с делегатами на встречу с королём. Король узнал своего племянника и наклонил голову, чтобы племянник смог поцеловать её в знак уважения. Принц выхватил револьвер из-под своей накидки и дважды выстрелил королю в голову. Третий выстрел ушёл мимо, и он бросил оружие. Король рухнул на пол. Телохранители, вооружённые мечами и автоматами, арестовали принца. Король был незамедлительно доставлен в госпиталь, но врачам не удалось спасти его жизнь. Перед смертью король Фейсал приказал, чтобы убийцу не казнили. Саудовское телевидение засняло всю сцену убийства на камеры.

### Суд
Первоначальные сообщения называли Фейсала ибн Мусаида «психически больным». Его перевезли в тюрьму Эр-Рияда. Тем не менее, впоследствии его признали здоровым для того, чтобы предстать перед судом.
Шариатский суд 18 июня признал Фейсала виновным в цареубийстве, спустя несколько часов состоялась публичная казнь. Его брат Бандар был заключён на год и позднее освобождён. По столице ездили машины с громкоговорителями, объявляя о приговоре и предстоящей казни. На площади начала собираться толпа. На место казни Фейсала привёл солдат, по сообщениям он шёл нетвёрдой походкой. На нём была белая накидка и повязка на глазах. Его обезглавили одним ударом позолоченного меча. После казни его голову на деревянном колу на 15 минут выставили на обозрение толпы, а потом увезли вместе с телом в карете скорой помощи.
Бейрутские газеты утверждали, что мотивом преступления послужили наркотики. Саудовские представители начали утверждать, что принц действовал с заранее обдуманными намерениями. Ходили слухи, что принц поведал своей матери о плане покушения, она в свою очередь рассказала о них королю Фейсалу, на что тот ответил: «если на то будет воля Аллаха, то это свершится». Арабские СМИ предполагали, что принц стал орудием ЦРУ.
Бейрутские газеты предлагали три различных объяснения покушения. Газета «ан-Нахар» сообщила, что, возможно, покушение стало местью за свержение короля Сауда ибн Абдул-Азиза, поскольку Фейсал должен был на этой неделе вступить в брак с дочерью Сауда принцессой Ситой. «Ан-Нахар» также сообщила, что король Фейсал проигнорировал периодические жалобы племянника, что его ежемесячного содержания в 3500 долларов (по ценам 2014 — 15 400 дол. ежемесячно, 182 400 дол. ежегодно) недостаточно, и это могло побудить его к убийству. «Аль-Байрак» сообщила, что согласно вызывающим доверие саудовским источникам король Фейсал запретил племяннику покидать страну ввиду его неумеренного потребления алкоголя и наркотиков, покушение могло стать местью за этот запрет.